# ستيفن هايمان
ستيفن هايمان (بالإنجليزية: Steven Hyman)‏ هو عالم أعصاب أمريكي، ولد في 25 يوليو 1952.